# 出雲方言

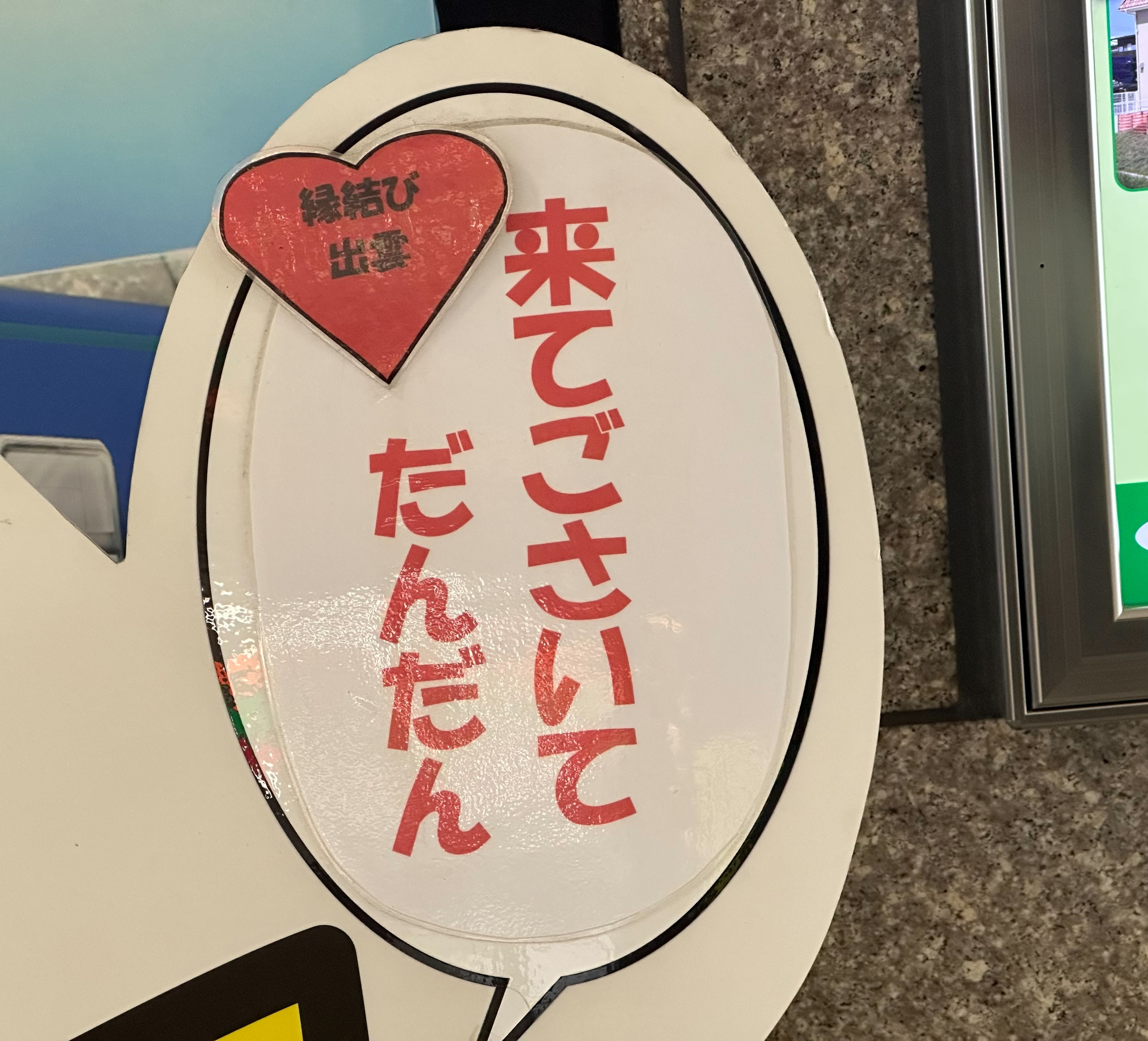
出雲弁の例。「来てくださってありがとう」の意。

出雲方言（いずもほうげん）または出雲弁（いずもべん）は、島根県の旧出雲国における日本語の方言。雲伯方言に属し、「西のズーズー弁」としても知られている。

## 音声

### 母音
1. イ段とウ段の母音が中舌母音で発音され、特にカ行、ガ行、ハ行を除いたほとんどのウ段音がイ段音と統合することにより[ï]と発音される。いわゆる「ズーズー弁」であるが、サ行、タ行、ザ行、ダ行以外も統合している点で東北方言よりも激しい「ズーズー弁」である。加えてウ段拗音の発音もイ段長音になる。よってイ段とウ段は交替しやすい。
2. 母音「エ」は[e] であり、共通語のイ段にやや近い発音である。そのためにイ段とエ段も交替しやすい。この特徴は子音拍でもおこる点で東北方言より激しいものである。[要出典]
3. 共通語の語例におけるウ段音がオ段音へ変化するケースが多い。

以上のように、典型的な裏日本方言の特徴を持つ。

### 開合の別
出雲方言では山陰方言全体の特徴として連母音「アウ」が「アー」に変化している（他地域はアウ→オー）。

### ラ行子音脱落
語中・語尾のラ行子音が脱落し、前の母音が長音に変化することが多い。

## アクセント
出雲方言のアクセントは北奥羽方言と同じ北奥羽式アクセントである。これは外輪東京式アクセントが母音が広母音（a,e,o）か狭母音（i,u）かによる制限を受け変化したものであり、中舌母音が影響を与えていると考えられる。

## 文法
断定
断定の助動詞は、出雲方言を含む山陰一帯で「-だ」となっている。これは他の西日本方言と異なり、東日本方言と共通する。
打ち消し
動詞の打ち消しは西日本方言で広く用いられる「…ん」が一般的だが、高齢層を中心に「…の」も用いる。
音便
ワ行四段動詞は「買った」「食った」などの促音便、または「かあた」（買った）や「ああた」（会った）のようなア音便をとる。この特徴は山陰全体で共通する。他の西日本方言で「買うた」「食うた」などのウ音便となるのと対照的であり、東日本方言と共通する。形容詞連用形は「白うなる」のように他の西日本方言と同様ウ音便となる。
意志・推量・勧誘
意志・勧誘には（例えば「行こう」の場合）、「行か」「行かあ」「行かい/行かえ」「行かや」などが使われる。「-だろう」は「-だら」や「-だらあ」を用いるが、出雲大社周辺では「-であらむず」起源と思われる「-だらじ」もみられる。
アスペクト
出雲方言では進行相と結果相のアスペクト（相）の区別がほとんど無い。これも東日本方言と共通している。
接続助詞
理由の助詞は「けん・だけん」が盛んで、「けに・だけに」「け・だけ」もあり、「けん」は中国方言と共通する。逆接には、「ども・だども」が多用され、北奥羽方言と共通する。

## 成り立ち
出雲方言は「西のズーズー弁」とよばれ、その成り立ちにしばしば関心が寄せられる。この描写を書いた物語に松本清張の小説『砂の器』がある。「ズーズー弁」が飛び地状に分布する理由として、古代出雲の住民が東北地方に移住したとする説や、かつて日本海側で広く話されていた基層言語の特徴だとする説がある。しかし、本来ならば「出雲（いづくも）」や「秋鹿（あきか）」のように発音されるべき地名が、それぞれkの音が消失して「いづも」、「あいか」と読まれていることから、東北や他の地方は関係なく、古代の畿内語から分岐した方言であると考えられている。

## 主な話者著名人
- 青木幹雄
- 竹下登
- ネゴシックス
- 山内健司 (お笑い芸人)